# Tanhaçu (kommun)
Tanhaçu är en kommun i Brasilien.   Den ligger i delstaten Bahia, i den östra delen av landet, 800 km öster om huvudstaden Brasília. Antalet invånare är 20 022.
Följande samhällen finns i Tanhaçu:
- Tanhaçu

Omgivningarna runt Tanhaçu är huvudsakligen savann. Runt Tanhaçu är det glesbefolkat, med 10 invånare per kvadratkilometer.